# Flygräsfågel
Flygräsfågel (Poodytes albolimbatus) är en hotad fågel i familjen gräsfåglar som enbart förekommer på sydöstra delen av Nya Guinea.

## Utseende och läten
Flygräsfågeln är en medelstor (15 cm) sångare. Fjäderdräkten är generellt brunstreckig med tydligt brunorange hjässa och övergump. Den har vitt på ögonbrynsstrecket, undersidan och tertialkanterna samt en något rundad, medellång stjärt. Liknande rostgräsfågeln har längre och spetsigare stjärt samt mattare undersida och ögonbrynsstreck. Bland lätena hörs olika hårda ljud, men även mera lågmält visslande "zeee" och en behaglig, tjirpande sång.

## Utbredning och systematik
Fågeln förekommer i sydöstra Nya Guineas lågland i området runt floden Fly. Den behandlas som monotypisk, det vill säga att den inte delas in i några underarter.

### Släktestillhörighet
Tidigare placerades arten i Megalurus. DNA-studier visar dock att arterna inte är varandras närmaste släktingar, varför mindre gräsfågel numera istället placeras i Poodytes tillsammans med mindre gräsfågel, spinifexgräsfågel, nyazeelandgräsfågel och den utdöda chathamgräsfågeln.

### Familjetillhörighet
Gräsfåglarna behandlades tidigare som en del av den stora familjen sångare (Sylviidae). Genetiska studier har dock visat att sångarna inte är varandras närmaste släktingar. Istället är de en del av en klad som även omfattar timalior, lärkor, bulbyler, stjärtmesar och svalor. Idag delas därför Sylviidae upp i ett flertal familjer, däribland Locustellidae.

## Status
Arten tros ha en liten världspopulation på mellan 1500 och 7000 individer. Den tros även minska i antal, åtminstone lokalt. Internationella naturvårdsunionen IUCN kategoriserar den därför som sårbar, men noterar att informationen kring artens status är bristfällig.